# Droga I/65D (Słowacja)
Droga krajowa nr 65D (słow. cesta I. triedy 65D, I/65D) – droga krajowa I kategorii na Słowacji znajdująca się całkowicie w mieście Martin. Jej długość wynosi 6,81 km. Stanowi ona zachodnią obwodnicę miasta i łączy drogi krajowe 65 i 18. Na całej długości wzdłuż trasy płynie rzeka Turiec.